# Justus Braun
Johann Justus Braun (* 26. Februar 1765 in Sachsenhausen; † 14. Januar 1830 in Freienhagen) war ein waldeckischer Bürgermeister und Landstand.

## Leben
Braun war der Sohn von Johann Daniel Braun (Brune) (* 28. November 1728 in Sachsenhausen; † 10. Februar 1791 ebenda) und dessen Ehefrau Maria Catharina geborene Schäfer (* 19. Februar 1730 in Sachsenhausen; † 3. März 1797 ebenda). Er war evangelisch und heiratete am 29. Oktober 1789 in Freienhagen Maria Philippine Rüssel (* 26. November 1770 in Freienhagen; † 13. November 1838 ebenda), die Tochter des Johannes Rüssel (1738–1816) und der Margarethe Elisabeth geborene Kreutzer († 1799).
Braun war Schneidermeister und wird (1803) auch als Gastwirt und (1830) als Ackermann in Freienhagen genannt. Von 1808 bis 1809 und erneut (1813) bis Herbst 1814 war er Bürgermeister der Stadt Freienhagen. Vom 15. Februar bis (Herbst) 1814 war er als Bürgermeister der Stadt Freienhagen Landstand des Fürstentums Waldeck.